# بحيرة البينا
بحيرة البينا هي بحيرة جليدية تقع في حديقة كوسيياسكو الوطنية، نيوساوث ويلز ، أستراليا.
تقع بحيرة البينا على بعد (2.5 كم) شمال جبل كوسيياسكو (أعلى جبل في أستراليا). يبلغ طول البحيرة 500 متر وعرضها 50 متر. تقع البحيرة في واد صغير، تحدها من الغرب جبل تاونسيند ومن الشرق وجبل لي وجبل نورثكوت.
في عام 1951 ، تم بناء ألبينا سكي لودج المطلة على البحيرة من أعلى المنبع، من قبل جمعية سائحي سكيورز، (أعيدت تسميتها لاحقا نادي الألبيني الأسترالي).
في عام 1952 ، عُقدت أول بطولة لسباق التزلّج الصيفي في ألبينا، مستفيدًا من ظروف تساقط الثلوج الموسمية.